# 천상의 약속
《천상의 약속》 (영어: The Promise)은 2016년 2월 1일부터 2016년 6월 24일까지 방영된 한국방송공사 2TV 일일연속극이다.
이유리, 송종호, 박하나, 김혜리, 이종원 등 유명 배우들이 출연하여 여타 일일 드라마들과는 달리 젊은 층에게도 상당한 인기를 끌었으며, 한 줄 소개 멘트부터가 비범하다. 이른바 "복수를 위해 죽은 언니의 가면을 쓰고 원수의 남동생과 결혼을 감행한 여자의 처절한 이야기".

## 기획 의도
내가 꼭 행복하게 해줄게•••
죽음이 갈라놓은 인연, 하늘과 맺은 단 하나의 약속
2대에 걸친 네 모녀의 얽히고 설킨 악연의 굴레를 그린 드라마

## 등장 인물
- (†) 표시는 드라마 상에서 최종적으로 사망한 인물이다.

### 주요 인물
- 이유리: 이나연(장나연) / 백도희(장도희) 역 † (아역: 박서연) - 이 드라마의 여주인공. 장경완의 친딸이자 죽은 이윤애의 딸, 양말숙의 양딸, 이은봉의 양동생, 이금봉의 양언니, 박휘경의 연인
- 서준영: 강태준 역(아역: 최민영) - 이 드라마의 남주인공. 오만정의 아들, 허풍달의 의붓 아들, 허세광의 의붓 형, 이나연의 옛 연인, 장세진의 내연남
- 송종호: 박휘경 역(아역: 장도윤) - 이 드라마의 서브 남주인공. AP식품 사장 → 백도그룹 회장, 박만재와 윤영숙의 아들, 박유경의 이복 동생, 이나연의 연인
- 박하나: 장세진(이세진) 역(아역: 공수민) - 이 드라마의 서브 여주인공이자 메인 악녀. 이기만의 친딸이자 박유경의 딸, 장경완의 양딸, 이나연의 라이벌, 강태준의 내연녀

### 이나연의 집
- 윤복인: 양말숙 역 - 이나연의 양엄마, 이은봉과 이금봉의 친엄마
- 조혜선: 이은봉 역(아역: 김에스더) - 뉴스 기자, 이나연의 양언니
- 한가림: 이금봉 역(아역: 김민결) - 이나연의 양동생
- 김보민: 이새별(강새별) 역 † - 이나연과 강태준의 딸
- 임현성: 이중대 역 - 뉴스 기자, 이은봉의 절친

### 장세진의 집
- 이종원: 장경완 역 - 이 드라마의 위선자. 장세진의 양아버지, 이나연과 백도희의 친아버지, 죽은 이윤애의 옛 연인
- 김혜리: 박유경 역 - 이 드라마의 최종 보스. 박만재의 장녀, 장세진의 엄마, 이기만의 옛 연인, 박휘경의 이복 누나
- 김도연: 윤영숙 역 - 박휘경의 엄마, 박유경의 고교동창이자 계모
- 윤주상: 박만재 역 † - 백도그룹 회장, 박유경과 박휘경의 아버지

### 강태준의 집
- 오영실: 오만정 역 - 강태준의 엄마
- 송영규: 허풍달 역 - 강태준의 의붓 아버지
- 강봉성: 허세광 역 - 강태준의 의붓 동생

### 백도희의 집
- 김보미: 안성주 역 - 백동진의 아내, 백도희의 양엄마
- 박찬환: 백동진 역 - 안금주의 남편, 백도희의 양아버지

### 그 외 인물
- 공재원: 백도건설 이사 역
- 유형관
- 윤병희: 배팀장 역
- 이설구: 박준익 역
- 한그림
- 김광인
- 이정성
- 홍승범: 박희석 역
- 리민
- 정수인

### 특별출연
- 이연수: 이윤애 역 † - 이나연과 백도희의 친엄마 (1회)
- 윤다훈: 이기만 역 - 장세진의 친아버지, 박유경의 옛 연인
- 김재욱
- 김태한

## 시청률
파란색 숫자는 '최저 시청률'. 빨간색 숫자는 '최고 시청률'이며, 시청률 조사 회사와 지역별로 시청률에 약간의 차이가 있을 수 있습니다.
| 2016년      | 2016년      | 2016년          | 2016년        | 2016년          | 2016년        |
| 회차        | 방송일      | TNmS 시청률     | TNmS 시청률   | AGB 시청률      | AGB 시청률    |
| 회차        | 방송일      | 대한민국 (전국) | 서울 (수도권) | 대한민국 (전국) | 서울 (수도권) |
| ----------- | ----------- | --------------- | ------------- | --------------- | ------------- |
| 제1회       | 2월 1일     | 17.6%           | 15.2%         | 15.7%           | 15.6%         |
| 제2회       | 2월 2일     | 18.2%           | 16.3%         | 15.6%           | 14.8%         |
| 제3회       | 2월 3일     | 16.4%           | 13.3%         | 13.3%           | 12.8%         |
| 제4회       | 2월 4일     | 17.5%           | 14.1%         | 15.0%           | 14.9%         |
| 제5회       | 2월 5일     | 16.6%           | 14.5%         | 14.8%           | 14.7%         |
| 제6회       | 2월 8일     | 10.6%           | 10.4%         | 8.2%            | 8.4%          |
| 제7회       | 2월 9일     | 13.1%           | 11.8%         | 11.5%           | 10.8%         |
| 제8회       | 2월 10일    | 13.6%           | 11.9%         | 12.2%           | 12.8%         |
| 제9회       | 2월 11일    | 17.6%           | 15.5%         | 14.0%           | 13.6%         |
| 제10회      | 2월 12일    | 16.3%           | 14.6%         | 14.5%           | 14.4%         |
| 제11회      | 2월 15일    | 16.7%           | 14.3%         | 15.4%           | 15.3%         |
| 제12회      | 2월 16일    | 17.6%           | 14.0%         | 15.7%           | 16.4%         |
| 제13회      | 2월 17일    | 18.3%           | 15.6%         | 14.8%           | 15.1%         |
| 제14회      | 2월 18일    | 18.4%           | 15.7%         | 15.8%           | 16.4%         |
| 제15회      | 2월 19일    | 18.8%           | 16.0%         | 15.6%           | 14.8%         |
| 제16회      | 2월 22일    | 17.6%           | 15.3%         | 15.8%           | 16.7%         |
| 제17회      | 2월 23일    | 17.8%           | 16.2%         | 15.6%           | 15.6%         |
| 제18회      | 2월 24일    | 18.2%           | 15.4%         | 15.8%           | 15.7%         |
| 제19회      | 2월 25일    | 18.8%           | 16.1%         | 15.5%           | 16.1%         |
| 제20회      | 2월 26일    | 19.2%           | 17.6%         | 16.6%           | 17.0%         |
| 제21회      | 2월 29일    | 18.1%           | 15.8%         | 16.8%           | 17.7%         |
| 제22회      | 3월 1일     | 20.5%           | 17.9%         | 18.0%           | 18.5%         |
| 제23회      | 3월 2일     | 20.6%           | 16.6%         | 17.9%           | 18.6%         |
| 제24회      | 3월 3일     | 18.6%           | 16.5%         | 16.8%           | 16.8%         |
| 제25회      | 3월 7일     | 20.2%           | 18.1%         | 17.1%           | 17.4%         |
| 제26회      | 3월 8일     | 20.8%           | 18.5%         | 17.8%           | 17.0%         |
| 제27회      | 3월 9일     | 19.5%           | 16.7%         | 15.8%           | 15.4%         |
| 제28회      | 3월 10일    | 18.9%           | 16.0%         | 15.8%           | 15.9%         |
| 제29회      | 3월 11일    | 19.4%           | 16.1%         | 16.9%           | 16.9%         |
| 제30회      | 3월 14일    | 19.7%           | 17.7%         | 18.4%           | 18.4%         |
| 제31회      | 3월 15일    | 20.2%           | 17.4%         | 19.0%           | 19.4%         |
| 제32회      | 3월 16일    | 19.4%           | 16.3%         | 17.7%           | 17.5%         |
| 제33회      | 3월 17일    | 19.0%           | 15.8%         | 16.3%           | 16.0%         |
| 제34회      | 3월 18일    | 19.0%           | 15.6%         | 17.6%           | 17.1%         |
| 제35회      | 3월 21일    | 20.0%           | 17.1%         | 18.5%           | 19.2%         |
| 제36회      | 3월 22일    | 21.5%           | 18.6%         | 18.5%           | 18.4%         |
| 제37회      | 3월 23일    | 19.6%           | 16.7%         | 17.8%           | 17.4%         |
| 제38회      | 3월 24일    | 18.1%           | 15.5%         | 17.0%           | 16.9%         |
| 제39회      | 3월 25일    | 18.7%           | 17.2%         | 16.9%           | 15.9%         |
| 제40회      | 3월 28일    | 20.1%           | 18.0%         | 17.0%           | 17.3%         |
| 제41회      | 3월 29일    | 20.8%           | 18.0%         | 19.8%           | 19.0%         |
| 제42회      | 3월 30일    | 21.3%           | 18.8%         | 19.1%           | 18.9%         |
| 제43회      | 3월 31일    | 20.8%           | 17.7%         | 17.8%           | 18.1%         |
| 제44회      | 4월 4일     | 21.1%           | 18.8%         | 19.6%           | 18.9%         |
| 제45회      | 4월 5일     | 20.1%           | 17.5%         | 18.9%           | 17.9%         |
| 제46회      | 4월 6일     | 20.1%           | 18.0%         | 18.2%           | 17.8%         |
| 제47회      | 4월 7일     | 20.0%           | 17.2%         | 18.8%           | 19.2%         |
| 제48회      | 4월 8일     | 19.7%           | 18.7%         | 18.7%           | 18.8%         |
| 제49회      | 4월 11일    | 21.0%           | 19.5%         | 17.6%           | 17.0%         |
| 제50회      | 4월 12일    | 20.5%           | 18.7%         | 19.6%           | 18.8%         |
| 제51회      | 4월 13일    | 16.3%           | 15.9%         | 16.4%           | 17.1%         |
| 제52회      | 4월 14일    | 20.1%           | 17.6%         | 19.8%           | 19.5%         |
| 제53회      | 4월 15일    | 18.5%           | 17.0%         | 18.1%           | 18.1%         |
| 제54회      | 4월 18일    | 20.5%           | 19.2%         | 19.0%           | 19.4%         |
| 제55회      | 4월 19일    | 19.5%           | 16.9%         | 20.0%           | 20.6%         |
| 제56회      | 4월 20일    | 21.7%           | 18.9%         | 19.8%           | 19.9%         |
| 제57회      | 4월 21일    | 19.2%           | 16.9%         | 17.9%           | 17.4%         |
| 제58회      | 4월 22일    | 20.0%           | 17.3%         | 18.9%           | 18.4%         |
| 제59회      | 4월 25일    | 20.7%           | 19.0%         | 19.0%           | 18.7%         |
| 제60회      | 4월 26일    | 19.7%           | 16.9%         | 19.5%           | 19.2%         |
| 제61회      | 4월 27일    | 20.4%           | 16.9%         | 18.5%           | 18.1%         |
| 제62회      | 4월 28일    | 20.3%           | 18.2%         | 19.1%           | 19.3%         |
| 제63회      | 4월 29일    | 21.0%           | 19.3%         | 17.9%           | 17.7%         |
| 제64회      | 5월 2일     | 20.9%           | 20.4%         | 19.0%           | 19.1%         |
| 제65회      | 5월 3일     | 20.8%           | 19.4%         | 20.1%           | 19.6%         |
| 제66회      | 5월 4일     | 17.8%           | 16.5%         | 17.9%           | 17.8%         |
| 제67회      | 5월 5일     | 17.9%           | 17.1%         | 16.7%           | 16.0%         |
| 제68회      | 5월 6일     | 19.3%           | 17.5%         | 16.7%           | 15.8%         |
| 제69회      | 5월 9일     | 20.3%           | 18.5%         | 19.3%           | 19.2%         |
| 제70회      | 5월 10일    | 21.6%           | 19.1%         | 20.1%           | 18.9%         |
| 제71회      | 5월 11일    | 19.6%           | 18.0%         | 17.6%           | 15.8%         |
| 제72회      | 5월 12일    | 20.7%           | 18.3%         | 19.8%           | 19.0%         |
| 제73회      | 5월 13일    | 19.9%           | 18.4%         | 18.4%           | 18.0%         |
| 제74회      | 5월 16일    | 21.0%           | 19.0%         | 18.9%           | 19.7%         |
| 제75회      | 5월 17일    | 9.3%            | 8.7%          | 10.4%           | 10.6%         |
| 제76회      | 5월 18일    | 20.0%           | 17.9%         | 17.1%           | 16.1%         |
| 제77회      | 5월 19일    | 18.4%           | 16.4%         | 17.1%           | 17.1%         |
| 제78회      | 5월 20일    | 19.7%           | 18.7%         | 16.7%           | 16.3%         |
| 제79회      | 5월 23일    | 20.7%           | 18.9%         | 17.9%           | 17.8%         |
| 제80회      | 5월 24일    | 20.8%           | 18.7%         | 19.0%           | 17.8%         |
| 제81회      | 5월 25일    | 19.7%           | 18.5%         | 17.7%           | 17.7%         |
| 제82회      | 5월 26일    | 20.9%           | 18.7%         | 20.4%           | 20.0%         |
| 제83회      | 5월 27일    | 21.6%           | 19.0%         | 18.9%           | 18.1%         |
| 제84회      | 5월 30일    | 19.5%           | 18.2%         | 19.3%           | 18.3%         |
| 제85회      | 5월 31일    | 21.4%           | 19.5%         | 19.3%           | 18.4%         |
| 제86회      | 6월 1일     | 18.8%           | 16.9%         | 18.7%           | 18.7%         |
| 제87회      | 6월 3일     | 20.2%           | 17.7%         | 19.2%           | 18.9%         |
| 제88회      | 6월 6일     | 9.8%            | 10.0%         | 9.2%            | 9.1%          |
| 제89회      | 6월 7일     | 20.9%           | 19.6%         | 19.0%           | 18.3%         |
| 제90회      | 6월 8일     | 18.7%           | 16.6%         | 17.1%           | 16.1%         |
| 제91회      | 6월 9일     | 19.4%           | 18.7%         | 18.3%           | 17.9%         |
| 제92회      | 6월 10일    | 20.4%           | 19.7%         | 19.2%           | 18.7%         |
| 제93회      | 6월 13일    | 21.2%           | 20.9%         | 20.2%           | 20.0%         |
| 제94회      | 6월 14일    | 19.6%           | 19.4%         | 19.1%           | 19.2%         |
| 제95회      | 6월 15일    | 20.7%           | 19.5%         | 20.3%           | 20.4%         |
| 제96회      | 6월 16일    | 20.2%           | 19.2%         | 20.1%           | 19.7%         |
| 제97회      | 6월 17일    | 19.4%           | 18.6%         | 18.1%           | 17.4%         |
| 제98회      | 6월 20일    | 22.3%           | 22.0%         | 21.3%           | 20.7%         |
| 제99회      | 6월 21일    | 21.1%           | 21.1%         | 20.4%           | 19.7%         |
| 제100회     | 6월 22일    | 21.5%           | 20.7%         | 21.1%           | 21.1%         |
| 제101회     | 6월 23일    | 21.4%           | 20.4%         | 20.5%           | 19.8%         |
| 제102회     | 6월 24일    | 21.6%           | 21.4%         | 21.3%           | 20.8%         |
| 평균 시청률 | 평균 시청률 | 19.2%           | 17.2%         | 17.6%           | 17.3%         |

## 결방 사유 및 편성 변경 및 연장
- 2016년 3월 4일: 2016년 하계 올림픽 여자축구 아시아 최종예선 대한민국 VS 호주 중계방송으로 인해 결방.
- 2016년 4월 1일: KBS 스포츠 2016년 KBO 리그 두산 베어스 VS 삼성 라이온즈 개막전 중계방송으로 인해 결방.
- 2016년 6월 2일: 4개국 올림픽 국가대표 축구대회 대한민국 VS 나이지리아 중계방송으로 인해 결방.
- 2016년 6월 6일: 현충일 특선영화 '연평해전' 편성 관계로, 방송 시간이 1시간 30분 지연된 9시 20분부터 방송되었다.
- 천상의 약속 방영 분량이 100부작에서 2회 연장되어 102부작으로 변경 및 확정되었다.

## 수상
- 2016년 KBS 연기대상 일일극 부문 여자 우수상 이유리

## 동시간대 경쟁작
- 우리집 꿀단지
- 별난 가족 (이상 KBS1)
- 최고의 연인
- 다시 시작해 (이상 MBC)
- 마녀의 성
- 당신은 선물 (이상 SBS)

## 참고 사항
- 2월 4일에 방영된 4회에서 어른이 어린 아이의 빰을 수 차례 때리는 폭력적인 아동학대 장면, 아역 배우가 고의적으로 유리조각을 밟아 자해하는 장면, 본인의 가정을 지키기 위해 자동차로 친구를 위협하는 장면, 사고를 당해 도움을 청하는 친구를 외면 사망에 이르게 하는 장면, 임신한 여주인공에게 아이를 낳지 말 것을 우회적으로 언급하고 임신 사실을 아이의 아버지에게 알리지 않을 것을 강요하는 장면 등의 이유로 방송통신심의위원회로부터 '주의' 조치를 받았다.[3]